# Game Developer
Gamasutra是1997年创立的网站，关注于电子游戏开发各方面。网站由Unite Business Media的UBM TechWeb部门持有并运营，是纸质杂志《游戏开发者》的在线姊妹出版物。